# Liste der Gouverneure der Nördlichen Marianen
Diese Liste umfasst die Gouverneure der Nördlichen Marianen. Die nächste Wahl findet am 3. November 2026 statt.
| Name                        | Personendaten | Amtszeit                           | Partei                                     |
| --------------------------- | ------------- | ---------------------------------- | ------------------------------------------ |
| Carlos Sablan Camacho       | (* 1937)      | 9. Januar 1978–11. Januar 1982     | Demokrat                                   |
| Pedro Pangelinan Tenorio    | (1934–2018)   | 11. Januar 1982–9. Januar 1990     | Republikaner                               |
| Lorenzo I. De Leon Guerrero | (1935–2006)   | 9. Januar 1990–9. Januar 1994      | Republikaner                               |
| Froilan Cruz Tenorio        | (1939–2020)   | 9. Januar 1994–12. Januar 1998     | Demokrat                                   |
| Pedro Pangelinan Tenorio    | s. o.         | 12. Januar 1998–14. Januar 2002    | Republikaner                               |
| Juan Nekai Babauta          | (* 1953)      | 14. Januar 2002–9. Januar 2006     | Republikaner                               |
| Benigno Repeki Fitial       | (* 1945)      | 9. Januar 2006–20. Februar 2013    | Covenant Party ab 2011 Republikaner        |
| Eloy Songao Inos            | (1949–2015)   | 20. Februar 2013–28. Dezember 2015 | Covenant Party                             |
| Ralph Torres                | (* 1979)      | 28. Dezember 2015–9. Januar 2023   | Republikaner                               |
| Arnold Palacios             | (* 1955)      | seit 9. Januar 2023                | Unabhängiger ab Dezember 2024 Republikaner |